# Esfera (película)
Esfera (título original: The Sphere) es una película estadounidense de 1998, dirigida por Barry Levinson. Protagonizada por Dustin Hoffman, Sharon Stone, Peter Coyote y Samuel L. Jackson en los papeles principales. Basada en la novela homónima de 1987, de Michael Crichton.

## Argumento
En medio del océano Pacífico sur, a miles de pies bajo la superficie, se descubre lo que se cree una nave espacial, después de que un buque transoceánico cortara un cable al pasar cerca de la nave. La Armada de los Estados Unidos inicia una investigación. El espesor de crecimiento de los corales en la nave sugiere que ha estado en el fondo del mar cerca de 300 años. El lugar está vigilado por navíos de la Armada.
Un equipo formado por la bióloga marina Dra. Beth Halperin, el matemático Dr. Harry Adams, un astrofísico, el Dr. Ted Fielding, un psicólogo, el Dr. Norman Goodman, y el capitán de la Armada de los EE. UU., Harold C. Barnes, serán los encargados de investigar la nave espacial y en el fondo del océano se ha construido una instalación donde el grupo se alojará para ello. La instalación, llamada Hábitat, está operada por dos técnicos en comunicaciones, Alice "Teeny" Fletcher y Jane Edmunds. 
Al entrar en la nave espacial el equipo hace dos descubrimientos. El primero es que la nave es del futuro, en particular de los Estados Unidos. La última fecha en el registro de vuelo es el 21/06/43, no se indica el siglo específico. La última entrada que pudo registrar la nave la muestra cayendo por lo que aparentemente parece un agujero negro, el cual teóricamente hace posible hacer un viaje a través del tiempo. El segundo descubrimiento es que la misión de la nave consistió en recopilar objetos de alrededor de la galaxia para traerlos a la Tierra.
Descubren una gran esfera perfecta situada en la bodega de carga, que se cierne a poca altura sobre el suelo, y que tiene una superficie de un líquido impenetrable que refleja su entorno, pero no a las personas. 
Más tarde, Adams vuelve solo a la nave espacial, y encuentra una manera de entrar en la esfera. Después, es encontrado inconsciente al lado de ésta. Poco después comienzan a aparecer una serie de mensajes codificados en código binario, en las pantallas del Hábitat. Harry y el astrofísico Ted Fielding logran descifrar los mensajes y conversar con lo que suponen es un extraterrestre (que se autodenomina "Jerry") que ha quedado atrapado en la esfera. Pronto descubren que "Jerry" puede oír todo lo que se habla a bordo del Hábitat. 
La entrada de Harry en la esfera impide que el equipo de evacuación los saque del Hábitat, por la llegada de un tifón en la superficie. Este hecho los obliga a permanecer bajo el océano casi una semana. 
Una serie de tragedias empiezan a sobrevenirle a la tripulación: "Teeny" Fletcher, la técnica de la Armada, es asesinada por unas agresivas medusas. Jane Edmunds es asesinada por un calamar gigante que provoca grandes daños en el Hábitat, Ted acaba envuelto en una violenta explosión que calcina su cuerpo. El capitán Barnes acaba cortado por la mitad, cuando intenta cruzar a través de una puerta hidráulica, y un pez abisal ataca al Dr. Norman Goodman. "Jerry" es la causa de estos terribles incidentes.
Finalmente, solo Harry, Norman y Beth permanecen con vida. En este punto, se dan cuenta de que todos ellos han entrado en la esfera, y ésta les ha dado el poder de manifestar sus ideas y fantasías y hacerlas realidad. Por lo tanto, todos los desastres que les han estado asolando, son el resultado de las manifestaciones de los peores pensamientos de sus propias mentes.
Norman descubre que el nombre "Jerry" resulta que ha sido erróneamente descifrado y que en realidad es "Harry", entonces se dan cuenta de que es el subconsciente del Dr. Harry Adams el que se comunica con ellos a través del sistema informático, cada vez que está dormido.
En ese momento los pensamientos suicidas de la Dra. Beth Alperin se manifiestan como desencadenante de una cuenta atrás para activar los explosivos que fueron llevados cerca de la nave para despejar el coral.
Logran abandonar el Hábitat en el minisubmarino, pero sus temores hacen que se manifieste la ilusión de la nave espacial a su alrededor. Norman finalmente logra ver a través de la ilusión el botón de despegue del minisubmarino. Logra presionarlo y salen despedidos hacia la superficie al momento que los explosivos destruyen el Hábitat y la nave espacial, pero la esfera permanece intacta.
El minisubmarino logra subir a la superficie, y es encontrado por las naves de la Armada, que ya han regresado tras el tifón. Los supervivientes son inmediatamente llevados a una cámara de descompresión a bordo de uno de esos navíos, ya que el submarino no estaba presurizado.
Finalmente, los tres supervivientes comprenden que el poder de la esfera convertía los pensamientos y fantasías en realidad, y si era utilizado para buenas acciones, era una magnífica herramienta de progreso; pero si era utilizado negativamente, solo causaba destrucción.  Deciden entonces utilizar sus poderes adquiridos para borrar de su propia memoria la existencia de la esfera, y los terribles acontecimientos sucedidos en el fondo del mar, antes de ser interrogados, a fin de evitar que el conocimiento del poder de la esfera caiga en manos equivocadas, que incluso son equivocadas en su caso. 
A medida que borran sus propios recuerdos del evento, la esfera emerge del mar y vuela hacia el espacio para esperar ser recogida de nuevo por la nave.

## Reparto
- Dustin Hoffman - Dr. Norman Goodman
- Sharon Stone - Dra. Elizabeth "Beth" Halperin
- Samuel L. Jackson - Dr. Harry Adams
- Liev Schreiber - Dr. Ted Fielding
- Peter Coyote - Capitán Harold C. Barnes
- Queen Latifah - Alice "Teeny" Fletcher
- Marga Gómez - Jane Edmunds
- Huey Lewis – Piloto de helicóptero
- Bernard Hocke - Tripulante
- James Pickens, Jr. – Instructor de O.S.S.A.
- Michael Keys Hall – Funcionario de  O.S.S.A.
- Ralph Tabakin  - Funcionario de O.S.S.A.

## Producción
La obra cinematográica fue rodada en California en tanques de agua y no en alta mar para evitar un posible aumento de presupuesto como ocurrió con la película  Waterworld (1997).

## Comentarios

### Recepción
La película fue considerada una decepción por muchos de los fanes de la novela de Michael Crichton y resultó un fracaso de taquilla.
La película se aleja del libro en varios aspectos. En una entrevista, Dustin Hoffman declaró que no estaban listos para el estreno del film y que no pudieron hacer mucho más por él, porque simplemente no tenían capacidad para hacerlo, debido a la limitación de tiempo. [cita requerida]
Frédéric Brussat declaró: Esfera era "un thriller de ciencia ficción que presenta una fascinante y redondeada anatomía del miedo". Sin embargo, otros críticos tuvieron menos cortesía, David Steritt afirmó que Esfera ascendió a poco más que "una carrera-de-la-fábrica de fantasía, producida de manera competente, pero lamentablemente familiar", mientras que Chris Grunden declaró: "Este viaje es un camino a ninguna parte". [cita requerida]

### Comparación entre la película y la novela
• Norman Johnson se llama Norman Goodman en la película.
• En la novela, Harry tenía un terrible dolor de cabeza después de entrar en la esfera. Ni siquiera recuerda lo que sucedió dentro de la esfera y aconseja que todo el mundo tiene que volver a la superficie de inmediato, alegando que no estaban seguros allí. Mientras que en la película, Harry fue visto como entusiasta y no tiene el terrible dolor de cabeza.
• La posición exacta que Barnes mantiene con el gobierno nunca se explica en la película. En la novela, Beth descubre (y se refiere a Norman) que Barnes trabaja en el Pentágono, en la adquisición de armas.
• En la película, el equipo no se da cuenta de la verdadera naturaleza de la nave hasta que ya están dentro, y Ted descubre un recipiente marcado Trash - Basura. En la novela, antes de que el equipo se acerca a la nave, una sonda robótica en la puerta de la nave espacial descubre un panel de control la palabra, bloqueo de emergencia, y puerta de Emergencia abierta.
• Mientras Harry menciona que se había asustado como un niño con el calamar en "Veinte mil leguas de viaje submarino", y que tiene un temor de comer calamares, no hay ninguna escena en la novela respecto cuando Harry casi se ahoga cuando se da cuenta de que en realidad está comiendo calamares, tampoco no hay ninguna escena en la que Norman tenga una súbita revelación sobre el poder de Harry cuando descubre que varias copias del libro "Veinte mil leguas de viaje submarino", aparecen de repente.
• En la novela, la esfera es de plata bruñida, "como un cojinete de bolas de gran tamaño", decorada con "una serie de profundos surcos enrevesados y cortados en un intrincado diseño". Los surcos "ocultan una pequeña deformación de la superficie de la esfera", que constituye una puerta. En la película, la esfera parece estar hecha de manera activa pòr una ondulación de oro, y no hay ninguna puerta funcional (o bien la entrada es alcanzada a través de algún tipo de teletransportación o bien la esfera puede realizar ósmosis). Sin embargo, en el libro y la película, la esfera es de unos diez metros de diámetro. 
• El calamar gigante fue visto visualmente en la novela. Mientras que en la película, la única forma que los personajes veían al calamar gigante era a causa de su imagen en el reproductor de imágenes del SONAR rápido. 
• En la novela, hubo otro miembro del equipo, un biólogo marino llamado Arthur Levine, que no descienden cuando se disponen a bajar en el claustrofóbico minisubmarino. Además, hubo dos miembros más de la tripulación de la Marina en el hábitat: Rose Levy y Tina Chan.
• La película nunca se alude a lo que hay dentro de la esfera. La novela describe una imagen de luces en movimiento ("como las luciérnagas"). Cuando Norman entra en la esfera, habla con una entidad desconocida, que generalmente responde a las preguntas de Norman en clave. Al final de la conversación, la "voz" termina con una parte de un discurso que Norman entrega en una conferencia, lo que implica que la "voz" de Norman que oye es su propia conciencia.
• En la película, Norman le dice a Harry que había escrito el informe ULF falsos para la "administración Bush". En la novela, el informe fue escrito para el "gobierno de Carter".
• Al final de la película se ve la esfera salir volando hacia el espacio. En la novela no hay ninguna escena de la esfera volando. 
• Las muertes de algunos personajes (Barnes, Fletcher, Edmunds, y Ted Fielding) también son diferentes entre las dos versiones.